# Rete tranviaria di Norimberga
La rete tranviaria di Norimberga è la rete tranviaria che serve la città tedesca di Norimberga.

## Rete
La rete si compone di 7 linee:
- 4 Gibitzenhof ↔ Am Wegfeld
- 5 Worzeldorfer Straße ↔ Tiergarten
- 6 Doku-Zentrum ↔ Westfriedhof
- 7 Tristanstraße ↔ Hauptbahnhof
- 8 Doku Zentrum ↔ Erlenstegen
- 10 Dutzendteich ↔ Am Wegfeld
- 11 Gibitzenhof ↔ Tiergarten